# 奧爾拜蒂爾紹

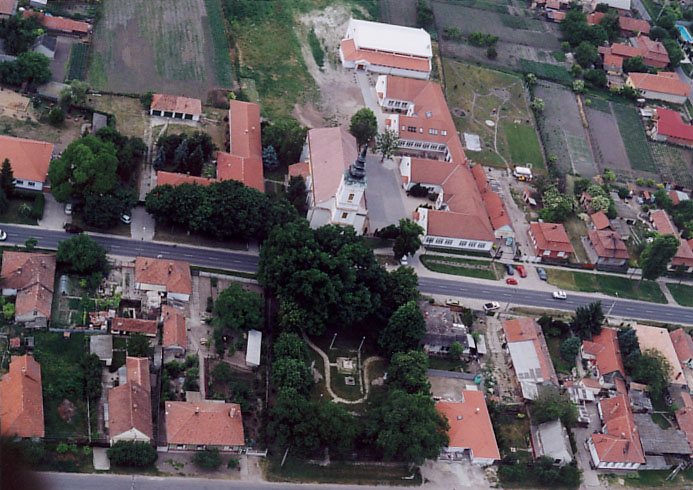

奧爾拜蒂爾紹是匈牙利的城鎮，位於該國中部匈牙利大平原，由佩斯州負責管轄，面積72.96平方公里，2011年人口12,394，其中約四成居民信奉天主教。

## 友好城市
- 法國 圣昂代奥勒堡

## 外部連結
- Albertirsa （页面存档备份，存于） Official site
- Google Maps satellite
- Official website of the Town of Żnin - twin town in Poland （页面存档备份，存于）
- Aerialphotgraphs of Albertirsa （页面存档备份，存于）

47°15′N 19°37′E / 47.250°N 19.617°E